# Cloezia floribunda
Cloezia floribunda är en myrtenväxtart som beskrevs av Adolphe-Théodore Brongniart och Jean Antoine Arthur Gris. Cloezia floribunda ingår i släktet Cloezia och familjen myrtenväxter. Inga underarter finns listade i Catalogue of Life.